# Monchy-Lagache
Monchy-Lagache là một xã ở tỉnh Somme, vùng Hauts-de-France, Pháp.

## Địa lý
Thị trấn này tọa lạc trên đường D15, khoảng 10 dặm Anh về phía tây của Saint Quentin, ở biên giới đông bắc của tỉnh.

## Dân số
| 1962                                                           | 1968 | 1975 | 1982 | 1990 | 1999 |
| -------------------------------------------------------------- | ---- | ---- | ---- | ---- | ---- |
| 635                                                            | 651  | 752  | 810  | 785  | 740  |
| Số liệu điều tra dân số từ năm 1962, dân số không tính hai lần |      |      |      |      |      |